# زلزلة (كتاب)
زلزلة هي رسالة كتبها أرشد القادري، وهو عالم إسلامي هندي في عام 1972. وهو معروف على نطاق واسع بأنه أشهر كتاب قادري ذو طابع بريلوي كتب ردًا على المعتقدات الديوبندية حول النبي محمد استنادًا إلى كتب كتبها أشرف علي التهانوي وقاسم النانوتوي وعلماء ديوبنديون آخرون.
هذا الكتاب مدرج ضمن المنهج الدراسي لمئات المدارس والمؤسسات في الهند وباكستان وبنجلاديش. يحتوي الكتاب على فصول مختلفة تناقش مختلف معتقدات حركة الديوبندية ضد معتقدات الإسلام والنبي محمد. وقد كُتب مع الإشارة إلى نصوص قديمة ونصوص جديدة مثل فتاوى الرضوية وحُسام الحرمين.

## الرد
ردًا على هذا الكتاب، كتب العديد من الديوبنديين كتبًا، بما في ذلك كتاب "إنكشاف زلزلة كبعد" للمفتي عبد الجليل عام 1974، "زلزلة: باريلفي فتنة كا روب أرشدول قادري سحاب كي كتاب زلزلة كا تنكيدي جيزة أور تحقيقي جيزا" لمحمد عارف سامبالي عام 1974، "زلزال بار زلزلة" لنجم الدين أهياي في عام 1975 و"التوحيد كا خنجر: التوحيد كي حقائق القرآن والحديث كي روشني مين أرشدول قادري كي كتاب أور مير ومبر جايسي زهريلي كتابون كا دندن شيكان جواب" للإمام علي الدانشي في عام 1999.

## روابط خارجية
- زلزلة على رخطة